# High Noon in Hadley City
High Noon in Hadley City (Originaltitel: Les Dalton à la noce, wörtlich: Die Daltons bei der Hochzeit) ist ein Comicband aus der Lucky-Luke-Reihe. Der Band, der 1993 erstmals erschien, wurde von Morris gezeichnet und von Xavier Fauche und Jean Léturgie getextet. Die Übersetzung stammt von Michael Richter.
Der Band ist eine Hommage an und eine Parodie auf den Film Zwölf Uhr mittags von 1952, dessen Originaltitel High Noon lautet.

## Handlung
Die Daltons erreicht im Gefängnis die Nachricht, dass Samuel Parker, der Sheriff, der sie eingebuchtet hat, in Kürze heiraten wird. Sie brechen aus und machen sich auf den Weg dorthin.
In Hadley City, wo die Hochzeit stattfinden soll, trifft derweil Lucky Luke ein, um an der Hochzeitsfeier seines Freundes Samuel teilzunehmen. Die Feier startet etwas verklemmt, weil sie vom Totengräber organisiert wurde und daher die Kirche wie bei einer Beerdigung ausgeschmückt ist. Als kurz vor Beginn der eigentlichen Zeremonie die Nachricht eintrifft, die Daltons seien ausgebrochen, bricht Parker die Hochzeit ab, um sich um die Gangster zu kümmern. Seine Freunde raten ihm dringend von einer Konfrontation ab, weil er nicht mehr der Jüngste sei. Statt ihn aber zu unterstützen, suchen bis auf Luke alle das Weite.
Weil Parker der Meinung ist, dass er sich allein um die Daltons kümmern muss, tauscht er sogar Lukes Revolver gegen eine Attrappe aus und lehnt jede Hilfe ab. Derweil sind insbesondere seine zukünftigen Schwiegereltern ziemlich verstimmt und stellen sich gegen die Hochzeit. Sie wollen zusammen mit der Braut abreisen, wenn der Zwölf-Uhr-Zug, mit dem auch die Daltons erwartet werden, ankommt. Die letzten Minuten vor der Ankunft des Zuges vergehen in angespannter Ruhe, nur der Totengräber zimmert noch Parkers Sarg fertig.
Als der Zug dann ankommt, durchsiebt Parker ihn erstmal, ohne allerdings irgendwas zu treffen. Die Daltons sitzen auch gar nicht im Zug, sondern tauchen plötzlich im Rücken von Parker auf und wollen ihn hängen. Lucky Luke ist zur Stelle, doch sein Revolver ist nur ein Spielzeug, so dass er im letzten Moment fliehen muss. Im letzten Moment kann Jolly Jumper verhindern, dass Parker am Galgen sein Ende findet. Während die Daltons die Schwiegereltern im Saloon als Geiseln nehmen, gibt Samuel Luke vermeintlich seinen Revolver zurück, allerdings geladen mit Platzpatronen.
Luke und Parker gehen in den Saloon, und Luke will mit einem seiner Kunstschüsse die Daltons entwaffnen. Mit Platzpatronen geht das allerdings nicht, so dass jetzt Joe Dalton endlich die von ihm schon lange ersehnte Gelegenheit bekommt, Luke zu erschießen. Luke bittet Joe lediglich noch darum, mit seiner eigenen Waffe erschossen zu werden. Ein Schuss – und Luke fällt um wie ein Brett.
Erst als ihn der Totengräber vor der Stadt beerdigen will, steigt er wieder aus dem Sarg, zur großen Überraschung von Jolly Jumper. Luke verkleidet sich selber als Totengräber und möchte Parker nochmal vor dem Hängen bewahren. Er schafft es, die Hinrichtung zu sabotieren und die Daltons mit einem einschüssigen Derringer zu überwältigen.

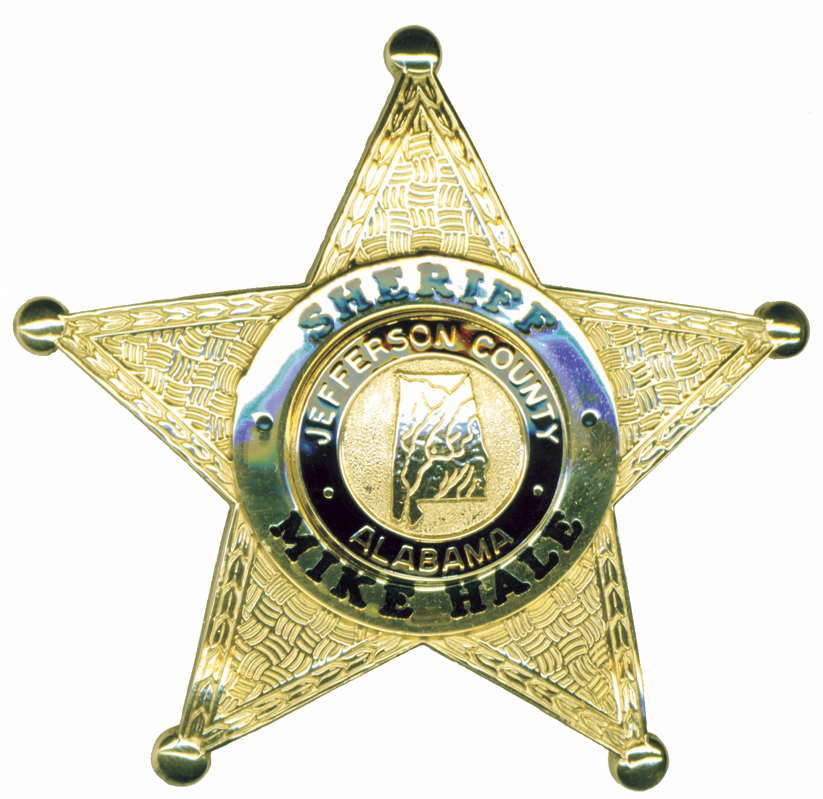
Fünfzackiger Sheriffstern

Samuel Parker heiratet endlich und zieht aus Hadley City ab. Den Sheriffstern wirft er dem Bürgermeister demonstrativ vor die Füße. Die Daltons werden wieder eingebuchtet. Und Luke reitet in den Sonnenuntergang.

## Erfolg
Bereits 1993 wurden 416.000 Exemplare des Bandes allein in Frankreich verkauft.